# Belastingmonopolie
Belastingmonopolie is het alleenrecht om belastingen te heffen. Een staat wordt door concrete taken en uitgaven gedwongen geld uit hun gebied te halen, dit doet zij onder andere door beslag te leggen op de economie.
Volgens Elias hangt het belastingmonopolie nauw samen met het geweldsmonopolie dat de overheid doorgaans ook heeft: de door belasting opgehaalde gelden stellen de overheid in staat het geweldsmonopolie te handhaven, terwijl het geweldsmonopolie op zijn beurt de overheid in staat stelt het belastingmonopolie te handhaven.